# Lepsøya
Lepsøya  est une île appartenant à la commune de Ålesund, du comté de Møre og Romsdal, dans la mer de Norvège.

## Description
L'île de 12,1 km2 est dans la partie nord de la municipalité. C'est l'île la plus méridionale de l'Archipel de Nordøyane, qui se trouve au nord de la ville d'Ålesund sur la côte du Sunnmøre entre l'île de Haramsøya au nord-est dans le Haramsfjorden  et l'île de Vigra au sud-ouest dans le Vigrafjorden (en) ; et les îles de Bjørnøya et Terøya avec le continent au sud-est.
La majeure partie de la population vit du côté sud-est de l'île. L'île est reliée au continent et au village d'Austnes sur l'île de Haramsøya via un car-ferry. Le  pont de Lepsøy l'île au continent depuis 2021.

## Galerie

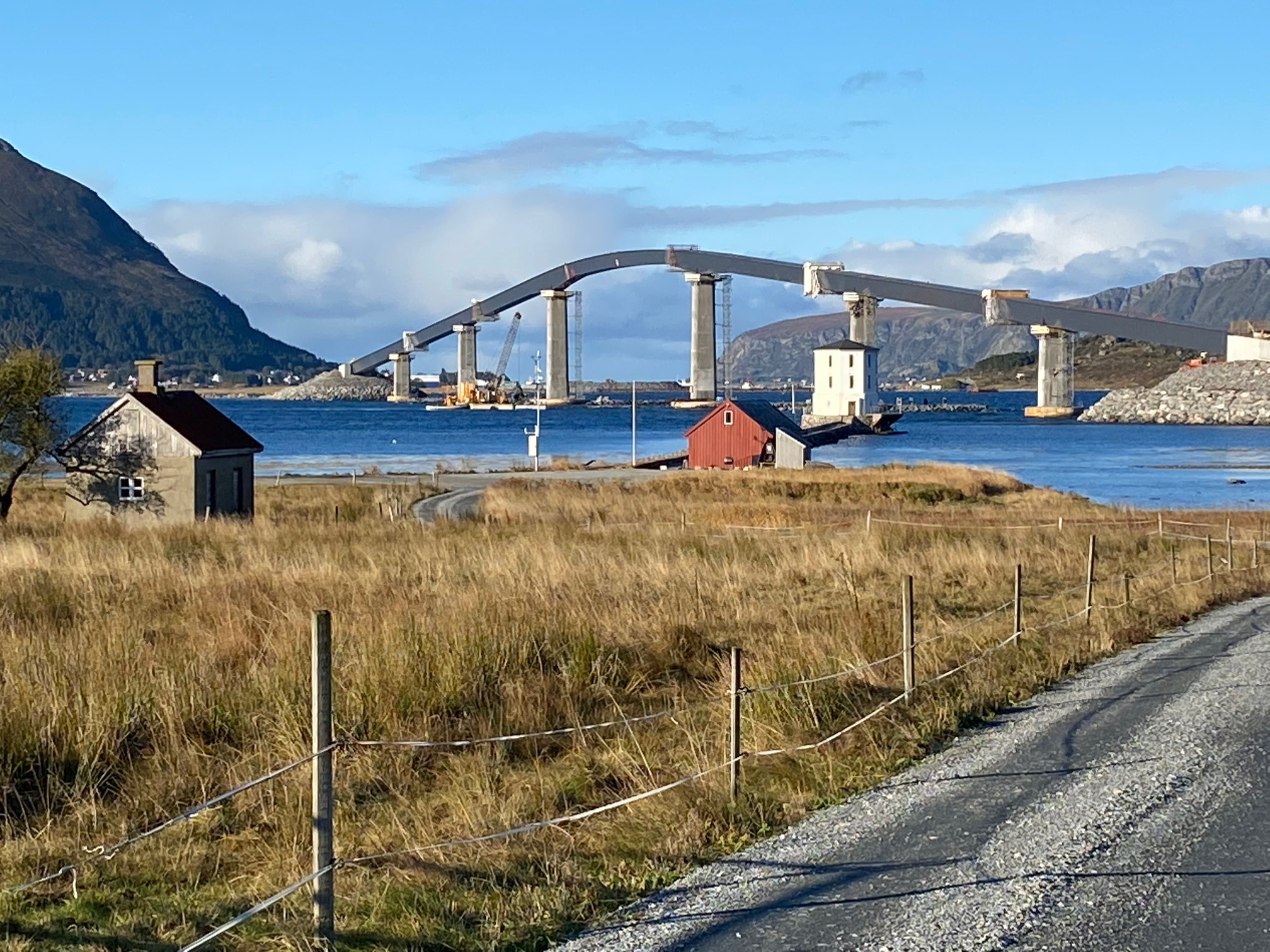
Pont de Lepsøy